# Alain Moineau
Alain Moineau (* 15. Mai 1928 in Clichy; † 20. Oktober 1985 in Marseille) war ein französischer Radrennfahrer.

## Sportliche Laufbahn
Moineau war Teilnehmer der Olympischen Sommerspiele 1948 in London. Im olympischen Straßenrennen kam er beim Sieg von José Beyaert als 11. ins Ziel. Die französische Mannschaft gewann mit Moineau, José Beyaert, Jacques Dupont und René Rouffeteau in der Mannschaftswertung die Bronzemedaille.
Von 1950 bis 1956 war er als Berufsfahrer aktiv. Sein Einstand bei den Profis verlief mit Siegen im Circuit des Cols Pyrénéens, einem Etappensieg in der Luxemburg-Rundfahrt und im Circuit de l’Ouest erfolgreich. In der Tour de France musste er allerdings ausscheiden. 1951 gewann er erneut den Circuit des Cols Pyrénéens. 1952 siegte er auf einer Etappe der Nord-Afrika-Rundfahrt und schied wiederum in der Tour aus.